# بارا گائوریچانا
بارا گائوریچانا (به لاتین: Bara Gaurichanna) یک منطقهٔ مسکونی در بنگلادش است که در ناحیه برگونه واقع شده‌است.